# Piperonylmethylketon
Piperonylmethylketon (MDP2P, auch PMK) ist der Trivialname für 3,4-Methylendioxyphenylpropan-2-on, Synonym 1-(1,3-Benzodioxol-5-yl)propan-2-on, eine Substanz, die wie Safrol zur Herstellung von MDMA (Ecstasy) genutzt werden kann.
Piperonylmethylketon fällt unter die Kategorie 1 des Grundstoffüberwachungsgesetzes als direkter Vorläufer von Betäubungsmittel. Damit ist der Handel, Herstellung, die Ein- und Ausfuhr genehmigungs- und meldepflichtig.